# Serejóvychi
Serejóvychi (ucraniano: Серехо́вичі; polaco: Serechowicze) es un municipio rural y pueblo de Ucrania perteneciente al raión de Kóvel de la óblast de Volinia.
En 2018 el municipio tenía una población de 2566 habitantes, de los que algo menos de novecientos vivían en la capital municipal y el resto repartidos en diez pedanías. El municipio fue fundado en 2017 mediante la fusión de los consejos rurales de Serejóvychi, Synove y Solovyí, a los que se sumó inmediatamente después el de Sokolyshche. Además de estos cuatro pueblos, pertenecen al actual municipio otros siete: Hrábove, Nová Volia, Komárove, Nytsi, Myltsí, Pidsýnivka y Shkroby.
Se ubica unos 20 km al norte de Kóvel, al este de la carretera M19 que lleva a Brest.

## Historia
Se conoce la existencia del pueblo en documentos desde 1502. En el Imperio ruso formó parte de la vólost de Nesujoyizhi, en el uyezd de Kóvel de la gobernación de Volinia. Antes de la fundación del actual municipio en 2017, Serejóvychi era sede de un consejo rural en el raión de Stará Výzhivka, que únicamente incluía como pedanías a Hrábove y Nová Volia.